# Jörg d’Bomba
Jörg d’Bomba (* 12. April 1930 in Ratibor, Schlesien; † März 2022) war ein deutscher Filmregisseur am DEFA-Studio für Trickfilme in Dresden.

## Leben und Werk
Jörg d’Bomba wurde 1930 in Ratibor geboren. Im Zuge des Zweiten Weltkriegs musste er seine Heimat verlassen. Nach Kriegsende ließ er sich zunächst zum Versicherungskaufmann ausbilden. Später folgte ein Regiestudium.
Ab 1958 war d’Bomba am DEFA-Studio für Trickfilme tätig und drehte bis 1991 rund 50 Filme als Regisseur. Er betätigte sich insbesondere auf dem Gebiet des Puppentrickfilms und des Flachfigurenfilms. Zu d’Bombas bekanntesten Werken zählen der animierte Science-Fiction-Film Unternehmen Proxima Centauri, aber auch seine Kurzfilme in den Reihen Knurri und Kasper und der Teufel. Im Auftrag des Fernsehens der DDR setzte er 16 Episoden der beliebten Kinderserie Mit Jan und Tini auf Reisen um. Mitunter trat d’Bomba auch als Dokumentarfilmer in Erscheinung. Es entstanden Zeichner – Zeuge – Zeitgenosse über den Maler Leo Haas oder Am Gorbitzer Hang über den Bau eines Plattenbau-Gebiets in Gorbitz. Mit der Abwicklung der DEFA-Studios in den frühen 1990er-Jahren endete d’Bombas künstlerisches Wirken.
Jörg d’Bomba starb rund einen Monat vor seinem 92. Geburtstag. Er war mit der Schnittmeisterin Eva d’Bomba verheiratet, mit der er mehrere Filme gemeinsam realisierte.

## Filmografie (Auswahl)
- 1959: Raubritters Landfahrt
- 1960: Der rechte Barbier
- 1961: Wir brauchen eine Schule
- 1961: Die seltsame Historia von den Schiltbürgern (als Sprecher)
- 1962: Unternehmen Proxima Centauri
- 1963: Des Teufels ruß’ger Gesell
- 1965: Der Meisterdieb
- 1966: Der Teufel auf Besuch
- 1968: Unser Drache Kasimir
- 1971: Zeichner – Zeuge – Zeitgenosse
- 1973: Teufelsritt
- 1974: Drei Geschichten um Teddy
- 1978: Rübezahl und das Hochzeitsgeschenk
- 1979: Knurri
- 1980: Knurri und der Eierdieb
- 1982: Die Erpressung
- 1985: Am Gorbitzer Hang
- 1986: Wenn die Kröte quakt
- 1988: Lebensbaum
- 1989: Vom Bäumchen, das ein Baum werden wollte
- 1989: Tolpatsch
- 1990: Die Blume des Lebens

## Auszeichnungen
- 1961: Diplom bei den Internationalen Kurzfilmtagen Oberhausen für Der rechte Barbier
- 1962: Diplom beim Festival d’Animation Annecy für Wir brauchen eine Schule
- 1964: Diplom beim Festival d’Animation Annecy für Des Teufels ruß’ger Gesell
- 1972: Artur-Becker-Medaille in Silber für das Gesamtschaffen
- 1986: Silberner Lorbeer